# 中國新經濟投資
中國新經濟投資有限公司，簡稱中國新經濟投資（英語：China New Economy Fund Limited，港交所：0080），主要投資中國內地、台灣、香港，以及澳門等增長企業。其股份自2011年1月8日在香港交易所主板上市。

## 連結
- ChinaNewEconomyFund.com